# Гамла (мост)
Мост Гамла (швед. Gamla bron, букв. «старый мост») — мост через реку Умеэльвен в Умео, Швеция. Самый старый мост в Умео, сохранившийся до нашего времени. Длина моста составляет 301 м.

## История
До строительства мостов, жители Умео пересекали реку с помощью ледяной дороги в зимний период и паромом в другие сезоны.
Во время второго занятия российскими войсками Умео во время Русско-шведской войны в 1809 году солдаты построили наплавной мост из брёвен через реку. Однако вскоре после этого он был разрушен весенним паводком.
Построить мост через реку Умеэльвен на протяжении длительного времени считалось слишком дорогим, но губернатор Густав Мунте заинтересовался этим вопросом, когда занял свой пост в 1856 году. Он дал распоряжение изучить, в каком месте строительства моста будет наиболее подходящим, чтобы подготовить предложения по проекту и подсчитать, во сколько обойдётся его строительство. Изыскательские работы показали, что в непосредственной близости от разрушенного моста, вверх по течению реки, дно её было наиболее подходящим для строительства моста. Ожидаемая стоимость проекта строительства, по оценкам, составила бы 65450 крон. С дополнительными затратами общая стоимость должна была составить 86000 крон.
Мост был открыт в 1863 году, и в течение длительного времени люди должны были платить деньги за право его использования. Спустя десятилетие после строительства первоначальное деревянное покрытие моста было отремонтировано, а в 1894—1895 годах оно было заменено стальным, после чего мост получил вид, который он имеет до настоящего времени.
Ныне мост открыт только для пешеходов и велосипедистов. В 2013 году был отмечен износ моста, начались призывы к проведению реконструкции.